# Леви, Ежи
Ежи Леви (пол. Jerzy Lewi; 22 апреля 1949, Вроцлав — 30 октября 1972, Лунд) — польский и шведский шахматист.

## Биография
Чемпион Польши 1969 г. Серебряный призёр чемпионата Польши 1968 г. Пятикратный победитель молодёжных чемпионатов Польши (1965—1969 гг.).
Победитель международного турнира в Люблине (1969 г.; впереди А. П. Гипслиса, Л. Барцаи, Р. Фукса и др.).
Участник молодёжного чемпионата Европы 1967 г. (занял 3-е место после А. Е. Карпова и А. Адорьяна, опередив при этом Я. Тиммана).
После победы в чемпионате Польши получил право участвовать в зональном турнире в Афинах. По окончании этого турнира Леви переехал в Швецию. В Польше его имя попало в «чёрный список» и в течение многих лет не упоминалось.
Во время жизни в Швеции успел сыграть ещё в одном международном турнире.
В 1972 году Леви погиб в ДТП.

## Спортивные результаты
| Год         | Город          | Соревнование                                       | +   | −   | =   | Результат | Место |
| ----------- | -------------- | -------------------------------------------------- | --- | --- | --- | --------- | ----- |
| 1966        | Жешув          | 23-й чемпионат Польши                              | 3   | 10  | 2   | 4 из 15   | 15—16 |
| 1967 / 1968 | Гронинген      | Юниорский чемпионат Европы (полуфинал) (финал)     | 3 4 | 1 2 | 3 1 | 4½ из 7   | 3     |
| 1968        | Лодзь          | 25-й чемпионат Польши                              | 6   | 2   | 7   | 9½ из 15  | 2—5   |
|             | Варшава        | Матч с В. Шмидтом (за место в олимпийской сборной) | 1   | 3   | 0   | 1 : 3     |       |
| 1969        | Люблин         | 26-й чемпионат Польши                              | 8   | 1   | 6   | 11 из 15  | 1     |
|             | Люблин         | Международный турнир                               | 6   | 1   | 4   | 8 из 11   | 1     |
|             | Поляница-Здруй | Мемориал А. К. Рубинштейна                         | 5   | 7   | 3   | 6½ из 15  | 11—12 |
|             | Афины          | Зональный турнир                                   | 5   | 8   | 4   | 7 из 17   | 12    |
| 1970        | Стокгольм      | Международный турнир                               | 2   | 1   | 6   | 5 из 9    | 5     |